# San Martín (hajó)
San Martín (portugálul: São Martinho) portugál galleon, Medina Sidonia hercege, a  Legyőzhetetlen Armada főparancsnokának zászlóshajója.

## Építése
Amikor Portugáliát II. Fülöp 1580-ban Spanyolországhoz csatolta, a portugálok éppen befejezték São Martinho építését. Fülöp átkeresztelte San Martínra és átvette a spanyol flottába. Annak idején úgy vélték, hogy a San Martín a flotta legjobb hajója, és Medina Sidonia hercegének zászlóshajójának választották.

## Felépítése
San Martín körülbelül 180 láb (55 m) hosszú és 40 láb (12 m) széles galleon volt. 44 nehéz fegyvert (ágyú) két fedélzetén, plusz több kisebb fegyvert. A greenwichi National Maritime Museum, Hendrik Cornelisz Vroom festményén San Martínnak háromárbócos, két kereszt- és egy latin árbóccal és egy komoly galériával rendelkezett. Az előfedélzeten az előárbóc beállítása csatára utal.

## A csatában
1588 júliusában, a gravelines-i csatában nagy károkat szenvedett, amikor egy angol hajókból álló csoport, amit a Revenge-dzsel Sir Francis Drake vezetett, lecsapott rá. Egy másik galleon segítségével elmenekült a támadás elől, és visszavezette az Armadát Spanyolországba egy sor vad viharon keresztül, de végül be kellett vontatni Santander kikötőjébe.